# Fédération ouvrière de Magallanes
Pour les articles homonymes, voir FOM.

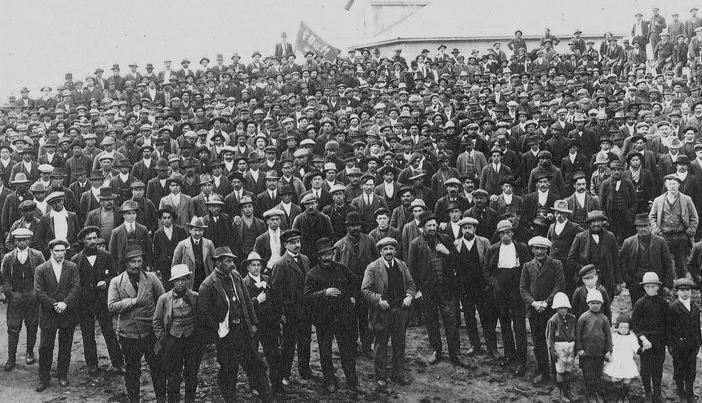
Meeting de la FOM, Punta Arenas c. 1918.

La Fédération Ouvrière de Magallanes (Federación Obrera de Magallanes, FOM) était une fédération syndicale chilienne fondée par un groupe d'ouvriers agricoles des estancias patagoniennes, elle s'est développée avec la participation d'autres secteurs ouvriers —comme les forgerons, les travailleurs portuaires et des ouvriers du conditionnement de la viande—, à Punta Arenas, capitale des « Territoires de Magallanes », aujourd'hui Région de Magallanes. Elle est active de 1911 à la moitié de la décennie 1920 .

## Histoire
La Fédération ouvrière de Magallanes s'étend de sa fondation en 1911 jusqu'à sa disparition dans les années 1920. Elle est marquée par une croissance importante pendant la première moitié des années 1910 et l'organisation de larges pans du prolétariat patagon, et par une activité militante intense qui culmine avec la grève de 1919. La répression violente marque aussi son parcours, dont le tragique massacre de 1920 qui marque le début de son déclin.

### Premières années et croissance en Patagonie
La FOM est fondée à Punta Arenas le 11 juin 1911, elle se lie avec la Fédération Ouvrière du Chili (Federación Obrera de Chile, FOCH, 1909-1936),. Après une série de conférences à Punta Arenas, tenues entre mai et août 1916, le militant politique et syndicaliste Luis Emilio Recabarren a salué le développement réalisé par la FOM en comparaison avec la FOCH. Politiquement, et malgré l'influence du Parti Ouvrier Socialiste, les idées anarchistes ont pris racine dans la centrale syndicale, qui est ainsi passée avec le temps de positions socialistes à des positions anarchistes,,. Un mouvement syndical plus radical existait aussi à Punta Arenas : le Centre de résistance des métiers divers (Centro de Resistencia de Oficios Varios, CROV), qui était en quelque sorte le "rival" de la FOM .
La FOM a organisé les travailleurs des usines d'emballage et de réfrigération de la viande, les travailleurs portuaires et les ouvriers éleveurs dans les estancias ; et elle a édité deux journaux dans sa propre imprimerie : El Obrero (« L'Ouvrier ») puis ensuite El Trabajo (« Le Travail »), qui circulaient mensuellement dans toutes les estancias, les ports, ateliers et lieux de travail de Magallanes et de Patagonie. En 1920, elle comptait autour de 4000 membres, soit près de la moitié de la population adulte de Punta Arenas. La FOM a dirigé les premières luttes ouvrières à Magallanes et en Patagonie, et elle a promu, entre 1914 et 1916, la formation de la première Société ouvrière de Río Gallegos (en Patagonie argentine) ; en outre, la FOM a cherché à restreindre la vente d'alcool. De la fin de l'année 1918 au début de l'année 1919, les membres de FOM ont pris le contrôle de Puerto Natales pendant une grève générale. Cet épisode est parfois connu comme la « Commune de Puerto Natales » ; le soulèvement a finalement été étouffé par l'intervention des carabiniers.

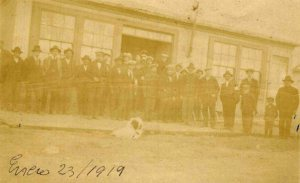
Adhérents de la FOM à Puerto Natales, janvier 1919.

La FOM est arrivée à avoir des locaux à Punta Arenas et Puerto Natales, un compte courant, une automobile et gagnait une influence croissante dans les milieux ouvriers, chez les artisans et les travailleurs non qualifiés de la zone australe chilienne. L'organisation avait connu un grand développement à partir de 1916, lorsqu'elle s'était dotée d'une inspiration anarcho-syndicaliste, ce qui allait, en réaction, motiver progressivement une répression de la part de la bourgeoisie.

### L'assaut et la destruction du siège de la Fédération
Au milieu de la prétendue « guerre de don Ladislao », une manœuvre du gouvernement conservateur de Sanfuentes qui utilisait la supercherie d'une prétendue menace de guerre pour mobiliser la société à son profit politique, les secteurs conservateurs de Patagonie ont pris des mesures pour combattre l'influence de la FOM, qui a été alors accusée d'être dirigée par des étrangers.
Dans le matin du mardi 27 juillet 1920, le siège de la FOM et de son journal, El Trabajo, a été pris d'assaut et incendié ,. Aux alentours de 3 heures du matin, les troupes de militaires et de carabiniers entourent le bâtiment et ouvrent le feu ; ceux qui essaient de s'échapper sont tués aux portes du bâtiment ,. Les assaillants ont ensuite incendié le bâtiment, où le reste des travailleurs de la FOM sont morts carbonisés. Plus de 30 personnes sont mortes lors de l'assaut et pendant l'incendie,. Après cette action, les dirigeants de la centrale syndicale sont arrêtés . Ses derniers dirigeants ont été Jorge Olea, Ulises Gallardo, Leopoldo Urquiza et Custodio Vilches. Après l'attaque, les journaux locaux ont vu leur parution suspendue pendant deux jours, et lorsqu'ils ont repris leur édition, il leur a été interdit de mentionner et de rendre compte des évènements arrivés au siège de la FOM.
L'assaut et la destruction du siège de la FOM ont entrainé une réorientation du mouvement ouvrier de Magallanes vers des positions socialistes et maximalistes. La centrale syndicaliste est restée active jusqu'à la moitié des années 1920. À Punta Arenas en 1927, est fondé le Syndicat Professionnel de l'Industrie Éleveuse et Frigorifique dans la continuité de la FOM.